# 오스카르 데니스
오스카르 데니스(스페인어: Óscar Denis)는 파라과이의 정치인이다. 부통령으로 재임하던 페데리코 프랑코가 대통령이 되자, 6월 28일, 파라과이의 부통령으로 임명되었다. 2013년 8월 15일까지 파라과이의 부통령으로 재직했다.